# 博羅姆利亞
50°37′38″N 34°58′23″E / 50.62722°N 34.97306°E

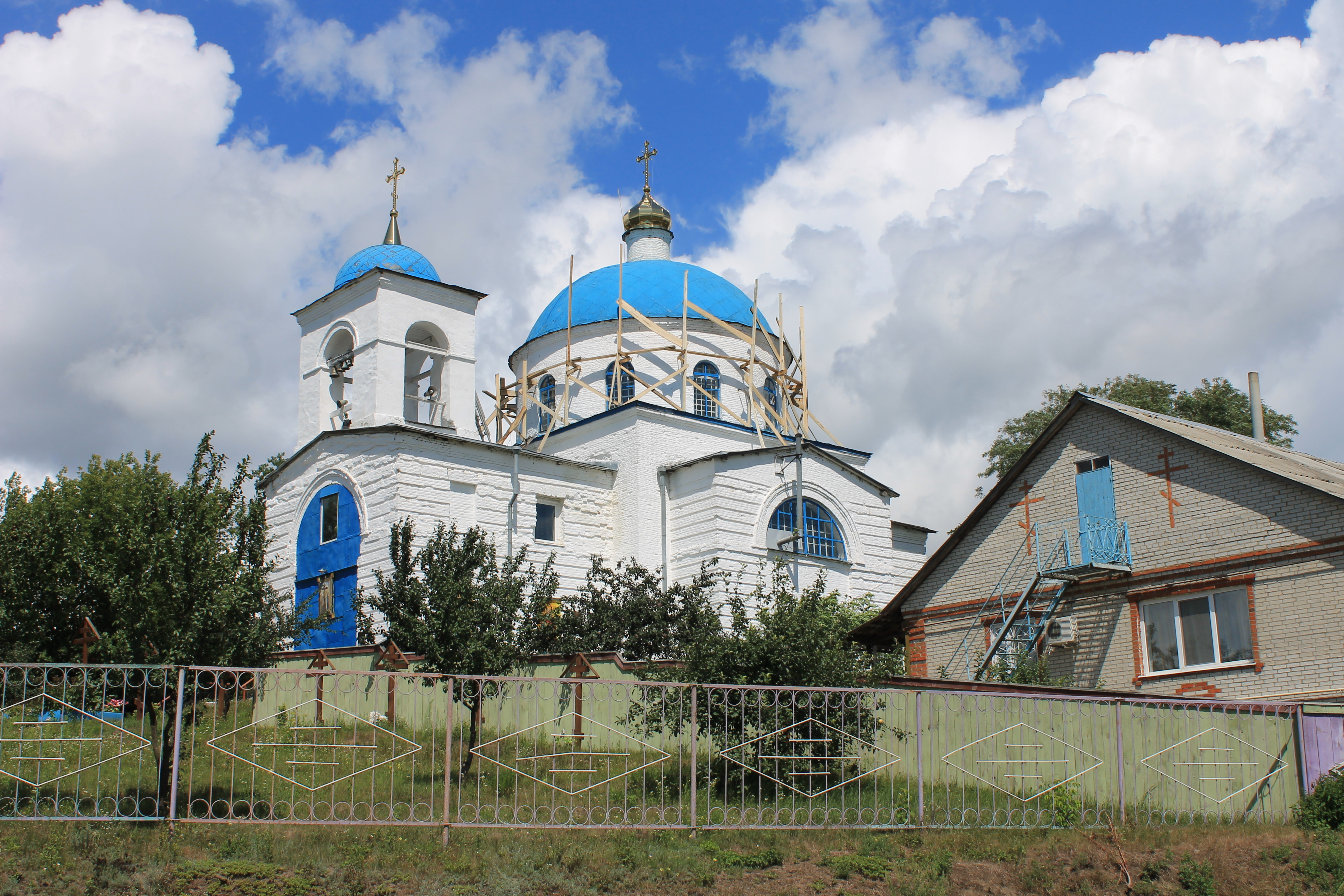
教堂

博羅姆利亞（烏克蘭語：Боромля）是位於烏克蘭東北部的村莊，由蘇梅州奥赫特尔卡区的博羅姆利亞市鎮負責管轄，並為該市鎮的行政中心。該村處於博羅姆利亞河畔，距離博罗梅利斯凯0.5公里，始建於1659年，面積52平方公里，海拔高度145米，2010年人口4,490。